# エイス・ワンダー

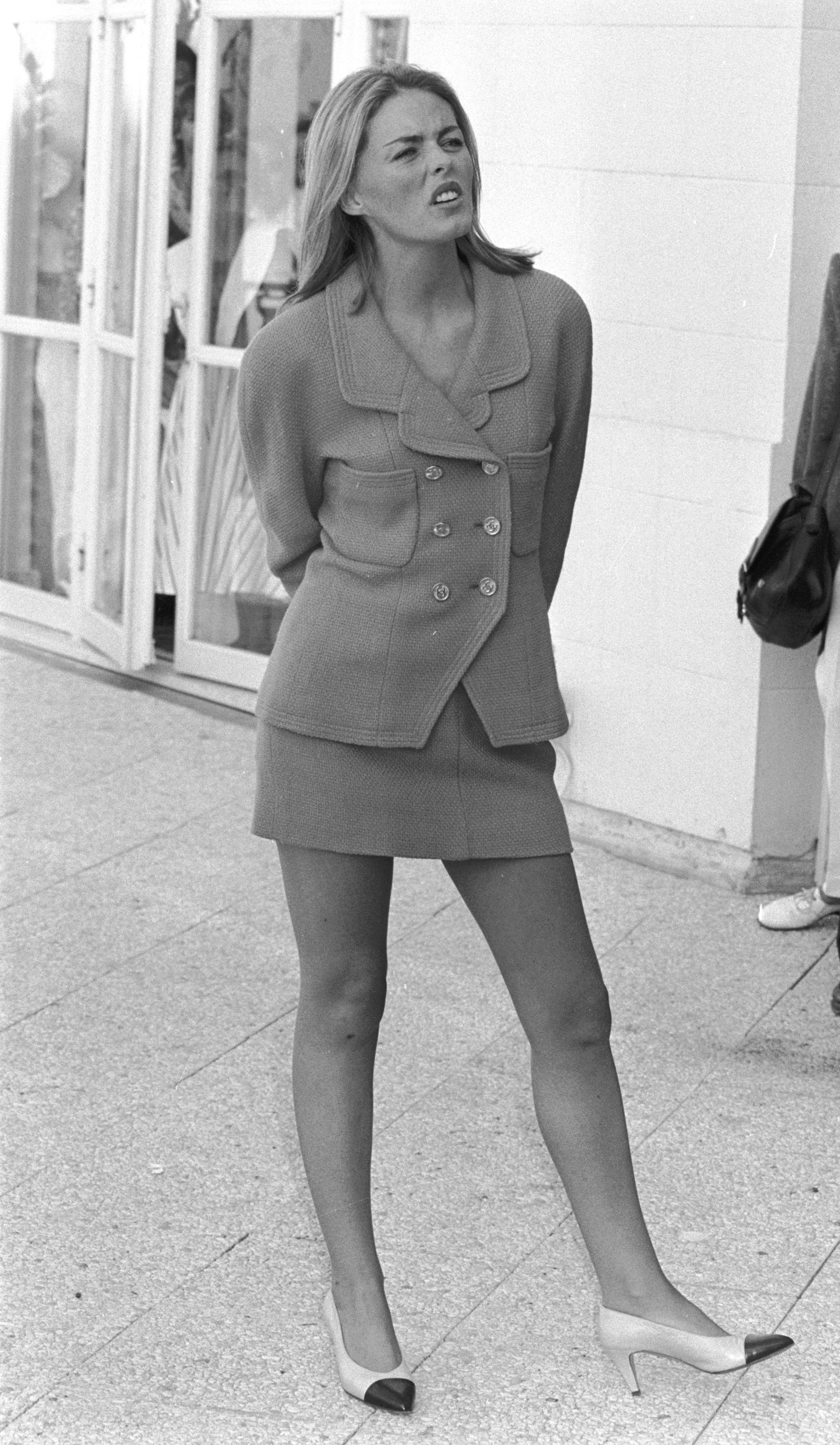
パッツィ・ケンジット（1991年）

エイス・ワンダー（Eighth Wonder）は、イギリスのバンド。

## 略歴
1985年デビュー。当時17歳であったボーカルのパッツィ・ケンジットを中心に、パッツィの実兄であるドラムのジェイミーが1983年に結成したスパイスを前身とする6人組。パッツィはイギリスでは既に女優として活躍し、デビュー直前まで準主演の映画『ビギナーズ』を撮影していた。
デビュー曲の「ステイ・ウィズ・ミー」は本国イギリス以上にイタリアで話題となり、チャート1位を記録。日本でもフジテレビのキャンペーンソングに使われ、オリコン洋楽シングルチャートで1986年4月14日付から8週連続1位を記録するなど大ヒットした。日本ではノエビア化粧品のCMソングに使われた「浮気なテディ・ボーイ（When The Phone Stops Ringing）」もオリコン洋楽シングルチャートで1987年2月23日付から3週連続1位、アルバム『クロス・マイ・ハート（Fearless）』は、オリコン洋楽アルバムチャートで、1988年7月18日付から2週連続1位を獲得した。
最終的にメンバーは4人となり、1988年にペットショップ・ボーイズが提供した「モンマルトルの森 (I'm Not Scared)」で、本国イギリスでは初のトップ10ヒットを放つ。しかし、パッツィが女優としてのキャリアを優先させたいとの希望により、実質上解散状態となる。
その後、パッツィは映画『リーサル・ウェポン2』に出演するなど、女優として活躍している（彼女自身の履歴については本人の項目も参照のこと）。

## ディスコグラフィ

### スタジオ・アルバム
- 『ブリリアント・ドリームス』 - Brilliant Dreams (1987年、Epic) ※日本限定
- 『クロス・マイ・ハート』 - Fearless (1988年、CBS/Epic)

### コンピレーション・アルバム
- 『ベスト・リミックス』 - The Best Remixes (1989年、Epic) ※日本限定
- The Remix Anthology (2014年、Cherry Pop)